# ماميثا أنيقة
المَامِيثَا الأنيقة نوع نباتي يتبع جنس الماميثا من الفصيلة الخشخاشية.

## الموئل والانتشار
ينتشر في جنوب بلاد الشام.
موطنه المغرب العربي ومصر وبلاد الشام والقوقاز إضافة إلى أفغانستان وطاجكستان وباكستان وإيران.